# 市川哲夫
市川哲夫（いちかわ てつお、1949年（昭和24年）8月9日 - ）は、ドラマプロデューサー。東京放送で多年にわたりテレビドラマ制作に携わり、制作現場を離れてからは、TBSメディア総合研究所『調査情報』編集長を担い、退社後、中央大学総合政策学部特任教授に転じた。2024年現在は、日本映画テレビプロデューサー協会事務局長、放送批評懇談会、報道活動部門選奨委員を経て、在野のプロデューサーとして活動中。

## 来歴・人物
埼玉県浦和市（現：さいたま市）生まれ。埼玉県立浦和第一女子高等学校附属幼稚園、浦和市立高砂小学校、浦和市立岸中学校を経て、1965年に県立浦和高校へ進学、新聞部長、生徒会副会長を務める（作家の佐藤優は、浦高新聞部の10年後輩に当たる）。三年生の浦高祭では、祭歌を作詞、演劇コンクールでは、グランプリと主演男優賞を獲得。文化活動に積極的に関わり、後の職業選択にも繋がった。
学生時代には、邦画・洋画・そしてテレビドラマに耽溺（）した。1971年のクリスマスイブに新宿文化で吉田喜重監督『告白的女優論』を見終わる頃、伊勢丹前の交番に仕掛けられた時限爆弾が爆発（新宿クリスマスツリー爆弾事件）したが、市川は難を逃れた。もし、映画があと数分（約3分程度）だけ早く終わっていたら被弾した可能性があった。「冬の雲」や、「白い影」といったTBSドラマに魅せられて、TBSに就職を希望する。

### TBS入社
1974年、中央大学法学部を卒業し、ドラマ志望でTBSに入社。入社2年目には、鴨下信一がプロデューサーを務める水曜劇場『花吹雪はしご一家』のADとして配属される。市川はその後『さくらの唄』(久世光彦)、『ふたりでひとり』、『乱塾時代』でキャリアを積み、1978年には『新・七人の刑事」のADとなり、翌年秋に念願の金曜ドラマにシフトされた。
入社7年目の1980年に放送された金曜ドラマ、『突然の明日』でディレクター（演出）としてデビューを果たした。この作品の脚本家の1人として、山田信夫が参加していた。山田は映画界で1960年代から名を馳せており、市川は学生時代から山田脚本の映画は殆ど観ていたため、「一度は仕事に関わりたい脚本家」として憧れを抱いていた。同作品のデビュー回は自ら初稿を執筆し、それを山田が改稿したものを演出したので思い入れもひとしおだった。視聴率もそれまでの回の最高をマークし、この作品はエンタテイメントドラマとして高い評価を得た。のちに、山田とは1990年に放送の『閨閥』という長時間ドラマで再び仕事を共にするが、このドラマは、女優高峰三枝子の遺作となった。
プロデューサーとしてデビューした作品は、1982年の日立テレビシティ『アイコ16歳』である。このドラマも好視聴率を得て、連続ドラマのプロデューサーとして地歩を築くきっかけとなった。
その後、『胸さわぐ苺たち』や、『深夜にようこそ』などを手がけたが、市川の功績で特筆されるのは1988年と翌年に放送された、『代議士の妻たち』シリーズ（全2作。1993年にスペシャルが制作された）のヒットである。政治ドラマの成功作がほとんど見られない日本のテレビ界で例外的な成果を挙げ、アメリカのウォール・ストリート・ジャーナル紙でも1989年5月18日に大きく取り上げられた。
この作品は社会派ドラマに留まらず、エンタテインメントドラマとしての魅力が評価され、市川自身も記者役として出演している（「ドラマ出演」を参照）。そして、この年の７月23日、第15回参議院選挙の当日、報道局の依頼により、大胆予測ドラマ『永田町〜平成元年の変』の制作、演出に取り組み、反響を巻き起こす。民放の選挙番組では異例の高視聴率を獲得する。
後年は、プロデューサー業が多くなったが、社会派、アイドル、ホームなど幅広いジャンルのドラマを手掛け、1980年代から1990年代のTBSドラマを牽引。演出家としての会心作は、1986年1月から放送された金曜21時枠のドラマ『親にはナイショで…』である。秋葉原を舞台に展開される青春ドラマだが、今でも、カルト的なファンが多い伝説的なドラマである。加えて、ドキュメンタリーでも成果をあげ、1982年に放送された音楽ドキュメンタリー『ジョン・レノンよ永遠に』、1990年に放送された新世界紀行『コーカサス〜待ちつづける女たち』は、特筆すべき作品として挙げられる。
平成期
平成期に入ると、1990年には、ハイビジョンTVドラマ「陰翳礼讃」をプロデュ➖スして、東京➖モントルー国際グランプリを受賞、さらに日本人初のTBS宇宙特派員秋山豊寛の中継スタッフとなり、ベルリン・ブランデンブルク門からのベートーヴェンの『歓喜の歌』の中継を担当し、反響を呼ぶ。また市川ドラマは新たな展開を見せる。
1992年、松本清張生前最後のドラマとなった『迷走地図』や、清水一行原作『派閥人事』(ギャラクシー奨励賞)をプロデュースした後、翌1993年には、ショーケンこと萩原健一の復活劇となった『課長サンの厄年』の制作を担当。引き続き94年『オトコの居場所』、95年金曜ドラマ『揺れる想い』と続くが、
1995年3月、テレビ編成局にドラマ担当として異動。編成局初出勤の朝、地下鉄サリン事件が発生。ドラマ担当ながらもオウム事件の対応にも追われる。同年夏には、モーツァルト住家再建プロジェクト「今、甦るモーツァルト」の編成担当として、ザルツブルク音楽祭を取材し、筑紫哲也、頼近美津子と同行。翌年1月には、再びザルツブルク取材。モーツァルト住家再建竣工式に立ち会う。
1997年、制作局に復帰。日曜劇場『海まで5分』、『埋葬された愛』などをプロデュース。1999年人事部に異動も、2002年本人の希望で制作局に復帰、2時間ドラマなどを手掛けた。殊に代議士の蹉跌を描いた『獄窓記』は、大きな反響を呼んだ。『獄窓記』は、民主党の若手代議士だった山本譲司代議士の挫折の物語。市川は、『代議士の妻たち』の平成版として企画したが、時代が変わり最早、サクセスストーリーとしては描けないと考え、「失敗」の物語として描き視聴者の共感を呼んだ。時代の変化に敏感な市川らしい作品である。
2003年から2007年まで2期4年にわたって日本映画テレビプロデューサー協会常務理事、エランドール賞委員会委員長を務める。2007年、制作現場から離れTBS『調査情報』編集長に転じた。編集長の任期は、８年８ヶ月に及び同誌の評価を高めた。錚々たる執筆陣が並び、放送専門誌を超えたクォリティーマガジンとの評判を得た。そして同誌は、2013年の第50回のギャラクシー賞・志賀信夫賞を受賞した。

### TBS退社後
2016年、TBSメディア総研を退職。中央大学総合政策学部特任教授に就き、放送文化論を講じた。受講生の中から、メディア界(NHK、TBS、CX、T X、Y T V、朝日新聞、讀賣新聞、北海道新聞、博報堂、ぴあ、など）で活躍する卒業生を、数多く輩出した。
2023年9月には、『証言　TBSドラマ私史1978〜1993』を上梓して、好評を得た。
同年10月には、TBS「報道特集」に出演して、ジャニーズ問題について証言した。

## 主な作品

### ディレクター　プロデューサー
- 金曜ドラマ『突然の明日』（1980年）
- 金曜ドラマ『港町純情シネマ』（1980年）
- 水曜ドラマ『娘が家出した夏』（1981年）
- 日立テレビシティ『アイコ16歳』（1982年）
- 音楽ドキュメンタリー『ジョン・レノンよ永遠に』（1982年）
- TBS新鋭ドラマシリーズ『ストレイ・シープ』（1983年）
- ドラマ『胸さわぐ苺たち』（1983年）
- つかこうへい『蒲田行進曲』（1983年）
- 日立テレビシティ『アイコ17歳』（1984年）
- テレビ小説『一度は有る事』（1984年）
- 日立テレビシティ『ザ・監督』（1985年）
- 新鋭ドラマシリーズ『噂のコンサート』（1985年）
- テレビ小説『愛の風、吹く』（1985年）
- ドラマ『親にはナイショで…』（1986年）
- 金曜ドラマ『深夜にようこそ』（1986年）
- 林真理子ドラマ『胡桃の家』（1987年）
- はらたいら『ガキ大将がやって来た！』（1987年）
- ドラマ『代議士の妻たち』（1988年）
- ドラマ『消えた箱船』（1988年）
- ドラマ『代議士の妻たち2』（1989年）
- ドラマ23『いまさら、初恋』（1989年）
- 参院選特番ドラマ『永田町〜平成元年の変』（1989年）
- 特別企画3時間ドラマ『閨閥』（1990年）
- ハイビジョンドラマ『陰翳礼讃』（1990年）
- 新世界紀行『コーカサス〜待ちつづける女たち』（1990年）
- ドラマ『雷獣』(1990年）
- 宇宙プロジェクト「ベルリンからの中継」（1990年）
- 特別企画ドラマ『イラク人質の妻たち』（1991年）
- 松本清張作家活動40年記念ドラマ『迷走地図』（1992年）
- 特別企画ドラマ『派閥人事』（1992年） - ギャラクシー賞奨励賞
- 特別企画ドラマ『代議士の妻たち』スペシャル（1993年）
- 東芝日曜劇場『課長サンの厄年』（1993年）
- 特別企画ドラマ『課長サンの厄年』スペシャル(1994年）
- 東芝日曜劇場『オトコの居場所』（1994年）
- 金曜ドラマ『揺れる想い』（1995年）
- 東芝日曜劇場『海まで5分』（1998年）
- 冬の特選サスペンス『埋葬された愛』（1998年）
- 実録ドラマ特別企画『獄窓記』（2004年）
- 松本清張ドラマスペシャル『波の塔』（2006年）

### ドラマ出演
- 『代議士の妻たち』（1988年）  - スクープ記者役
- 『代議士の妻たち2』（1989年） - 政治記者役
- 『十年愛』（1992年） - テレビコメンテーターの論客
- 『派閥人事』（1992年） - 経済部記者役
- 『オトコの居場所』（1994年） - 経済部記者役
- 『悪いオンナ「占っちゃうゾ」』（2000年） - テレビ局編成マン

### その他出演
- 『テレビがくれた夢』（2014年）[3]
- 『ニュースキャスター』(2019年)[4]
- 『報道特集』(2023年)

## 編・著書
- TBS『調査情報』（2007年 - 2016年）
- 『日本人とテレビ』(「中央評論310号」 2020年)
- 『ある夏の夜に』（2021年）
- 『証言 TBSドラマ私史 1978-1993』（2024年）

刊行
- 編『70年代と80年代 テレビが輝いていた時代』毎日新聞出版、2015年8月。ISBN 978-4-620-32318-3。
- 『証言　TBSドラマ私史1978〜1993』言視舎、2023年9月。ISBN 978-4-86565-257-4。

## その他
- TBS『調査情報』第50回ギャラクシー賞・志賀信夫賞（2013年）
- 放送批評懇談会報道活動部門委員（2020年）

## 参考資料
- 市川哲夫（中央大学紹介ページ）[リンク切れ]